# Хобарт, Генри, 4-й баронет
Генри Хобарт, 4-й баронет (англ. Henry Hobart, 4th Baronet; 1658 — 21 августа 1698) — английский дворянин и политический деятель, отец Генриетты Говард, любовницы короля Георга II.

## Биография
Генри Хобарт был старшим сыном сэра Джона Хобарта, 3-го баронета и его первой жены Мэри Гемпден, дочери Джона Гемпдена. 
В возрасте 13 лет Генри Хобарт был посвящён в рыцари королём Карлом II. Получил образование в Колледже Святого Иоанна Кембриджского университета.
С 1681 по 1695 годы Генри Хобарт неоднократно избирался в парламент от нескольких избирательных округов. Хобарт был активным членом парламента в правление короля Вильгельма III (правил в 1689—1701 годах), когда он был членом нескольких комитетов и принимал участие в составлении нескольких законопроектов.
В июле 1690 года Генри в составе кавалерийского полка участвовал в битве при Бойне, в которой армия Вильгельма III одержала победу над войском свергнутого короля Якова II. В 1691 году король Вильгельм III назначил его вице-адмиралом Норфолка, должность которого он носил до самой смерти.
20 августа 1698 года между ним и Оливером Ле Неве произошла дуэль на шпагах, в результате которой он был тяжело ранен и умер на следующий день. Хобарт был похоронен в семейном склепе в Бликлинге; позже в память о дуэли был поставлен постамент с урной, получивший название Дуэльный камень.

## Семья
Был женат на Элизабет Мэйнард, дочери сэра Джозефа Мэйнарда, у супругов был один сын и три дочери. Единственный сын Джон (1693—1756) наследовал своем отцу и занимал в Великобритании ряд государственных должностей, а также носил титулы барона Хобарт (с 1728 года) и графа Бакингемшир (с 1746 года).
Старшая из детей Генриетта (1689—1767) в течение 20 лет была любовницей сначала наследника престола, а затем короля Георга II.